# Luparense Calcio a 5
El Luparense Calcio a 5 es un equipo italiano de fútbol sala de la ciudad de San Martino di Lupari, provincia de Padova. Fue fundado en 1996. En la actualidad juega sus partidos como local en la localidad de Bassano del Grappa, provincia de Vicenza. Milita en la Serie A de la Divisione Calcio a 5. Es uno de los clubes más importantes del fútbol sala italiano.

## Palmarés
- Campeón de Serie A 2006-2007, 2007-2008, 2008-2009, 2011-2012, 2013-2014, 2014-2015, 2015,2016, 2016,2017
- Copa Italia 2006, 2008, 2013
- Supercopa de Italia 2007, 2008, 2009, 2012, 2013
- Copa Italia Serie B 2001